# Rita Josefa Pujalte Sánchez
Rita Josefa Pujalte Sánchez, in religione Rita della Vergine Addolorata (Aspe, 18 febbraio 1853 – Canillejas, 20 luglio 1936), è stata una religiosa spagnola della congregazione delle Suore della Carità del Sacro Cuore di Gesù. Fucilata durante la guerra civile spagnola, è stata beatificata da papa Giovanni Paolo II nel 1998.

## Biografia
Fin dalla giovinezza dimostrò una certa propensione alla vita religiosa: appartenne all'associazione delle Figlie di Maria, al terz'ordine secolare francescano, alla Società San Vincenzo e fu catechista.
Entrò nella congregazione delle Suore della Carità del Sacro Cuore di Gesù nel 1888; nel 1900 succedette alla fondatrice, Isabel Larrañaga Ramírez, come superiora generale dell'istituto.
Nel 1928, lasciato il governo della congregazione, si ritirò nel collegio di Santa Susanna di Madrid.
Era cieca e costretta a letto quando, nel 1936, i repubblicani occuparono il suo convento: la Pujalte Sánchez fu presa insieme con la consorella Francisca, anch'ella ammalata, condotta nei pressi del cimitero di Canillejas e fucilata.

## Il culto
Morta in odore di santità, nel 1954 il suo corpo fu riesumato dal cementerio de la Almudena, trovato incorrotto e traslato nella cappella della casa generalizia della congregazione: fu avviato il processo di beatificazione.
Il 7 luglio 1997 papa Giovanni Paolo II ha autorizzato la Congregazione delle Cause dei Santi a promulgare il decreto sul martirio della religiosa.
È stata beatificata da papa Giovanni Paolo II il 10 maggio 1998 in Piazza San Pietro a Roma: nella stessa cerimonia sono state proclamate beate altre martiri della guerra civile spagnola (la consorella Francisca Aldea Araujo, sette visitandine di Madrid e María Sagrario de San Luis Gonzaga), Nimatullah Youssef Kassab Al-Hardini e María Maravillas de Jesús.
Il suo elogio si legge nel Martirologio romano al 20 luglio, giorno del suo martirio.